# Konståret 1984

## Händelser

### April
- 24 april – August Malmströms målning Grindslanten från 1890-talet säljs på Bukowskis vårauktion i Stockholm, då hotellägarparet Ingvar och Siv Gustafsson från Malmö ropar in tavlan för 1 075 000 SEK.[1]

### Maj
- 16 maj – Nils von Dardels oljemålning Den döende dandyn från 1918 klubbas för 3 250 000 SEK på Bukowskis auktion. Den säljs av norske skeppsredaren Anders Jahres dödsbo, sedan han 1939 köpte den för 40 000 SEK.[1]

### Juli
- 5 juli – William Turners målning Seascape: Folkestone säljs på Sotheby's i London för rekordsumman 7,36 miljoner brittiska pund.[1]

### Augusti
- 31 augusti – Gösta "Snoddas" Nordgren hedras med en bronsrelief på Brotorget i Bollnäs.[1]

### September
- 23 september – Nacka Skoglund-statyn Vi ses vid målet avtäcks i Stockholm.[1]

### November
- 5 november – Prins Eugen-medaljen tilldelas Walter Bauer, arkitekt, Birger Haglund, konsthantverkare, Cecilia Frisendahl, tecknare, Egil Jacobsen, dansk konstnär, och Ernst Mether-Borgström, finländsk grafiker.
- 21 november – Anders Zorns målning Söndagsmorgon från 1891 säljs för 2,9 miljoner SEK i Stockholm.[1]

### Okänt datum
- Malcolm Morley tilldelades Turnerpriset.
- Juni – Dansflugan Street-dance från South Bronx härjar i USA och Europa.[1]
- Konstnärsgruppen  Art in Ruins grundas i England
- Nationalgalleriet inleder sin verksamhet i Stockholm.
- Konstskolan Basis startar sin verksamhet på Östermalm i Stockholm.
- Nordiska konstskolan grundas i Karleby, Finland.

## Verk
- Felim Egan – Slaget mellan Herkules och Antaios.

## Födda
- 4 maj – Joe Simpson, engelsk målare.

## Avlidna
- 22 april - Ansel Adams (född 1902), amerikansk fotograf.
- 23 april - Minna Poppius (född 1883), svensk konstnär.
- 19 maj - Henrik Tikkanen (född 1924), finlandssvensk illustratör och författare.[1]
- 14 juni - Waldemar Lorentzon (född 1899), svensk konstnär.
- 15 juni - Edgar Jené, tysk bildkonstnär och framträdande surrealist.
- Clarence Blum (född 1897), brittisk-svensk skulptör.
- Pietro Lombardi (född 1894), italiensk arkitekt och skulptör.
- Robert Högfeldt (född 1894), svensk konstnär, illustratör och karikatyrist.

### Fotnoter
1. 1 2 3 4 5 6 7 8   Horisont 1984. Bertmarks